# Werner Best
Karl Rudolf Werner Best (Darmstadt, 10 luglio 1903 – Mülheim an der Ruhr, 23 giugno 1989) è stato un giurista e generale tedesco che ricoprì diverse cariche politiche in Germania durante il regime nazista.

## Biografia
Laureato in legge, aderì al partito di Hitler già dal 1930 e nel 1931 entrò a far parte delle SS. Ricoprì la prima carica politica importante, ossia quella di capo della polizia del Land dell'Assia, subito dopo le elezioni del 1933. Fu tra i responsabili dell'apertura del campo di concentramento di Osthofen. Nel 1935 fu chiamato a Berlino, dove rimase fino al 1940 come capoufficio nell'Ufficio Centrale dei Servizi di Sicurezza (RSHA). Durante l'ultimo anno di tale mandato, Best divenne comandante della II Sezione della RSHA.
Fra il 1940 e il 1942, ricoprì la carica di Ministerialdirektor nella Francia occupata, era cioè capo di dipartimento del ministero degli affari militari nei territori annessi al Reich. Si occupò in particolare di combattere i vari movimenti clandestini di Resistenza e di portare avanti la soluzione finale degli ebrei. Dal 1942 al 1945 fu nominato Reichsbevollmächtigter, ossia plenipotenziario del Reich, in Danimarca. Si occupava in questo caso di amministrare gli affari civili sul territorio occupato. Anche in questo paese tentò, senza alcun successo, di adempiere il compito assegnatogli relativo all'eliminazione degli ebrei danesi.
Nel 1948 fu condannato a morte dal tribunale danese, ma la pena venne subito dopo commutata in 12 anni di prigione. Nel 1951, di fatto, venne rilasciato e poté rientrare in Germania, dove lavorò come consulente per le industrie Stinnes (gruppo di industrie che si occupa del commercio all'ingrosso del carbone).
Per aver fatto parte delle SS fu multato dalle autorità tedesche nel 1958 e nel 1969 fu arrestato per aver preso parte allo sterminio amministrativo di massa degli ebrei polacchi durante la Seconda guerra mondiale. Rilasciato per motivi di salute nel 1972, morì a Mülheim an der Ruhr nel 1989.